# Reel to Real
Reel to Real — сьомий альбом рок-гурту Love, випущений в 1975 році.
Перший альбом гурту за чотири роки і останній за приблизно дванадцять років творчості. По суті, єдиною сполучною ланкою між дебютним альбомом і «Reel to Real» є беззмінний лідер колективу — Артур Лі.

## Список композицій
Всі пісні написані Артуром Лі, за винятком вказаних.
1. «Time Is Like a River» — 3:03
2. «Stop the Music» — 3:02
3. «Who Are You?» — 3:04
4. «Good Old Fashion Dream» — 2:48
5. «Which Witch is Which» — 2:01
6. «With a Little Energy» — 2:54
7. «Singing Cowboy» (Лі, Джей Донеллан) — 3:02
8. «Be Thankful for What You Got» (Вільям ДеВон) — 4:30
9. «You Said You Would» — 3:02
10. «Busted Feet» (Ли, Чарльз Керп) — 2:44
11. «Everybody's Gotta Live» — 3:18

## Учасники записи
- Артур Лі — ритм-гітара, акустична гітара, вокал
- Мелвін Віттінгтон — гітара
- Джон Стерлінг — гітара
- Шервуд Акуна — бас-гітара
- Джо Блокер — ударні
- Боббі Лайл — клавішні
- Гері Белл — синтезатор
- Ерман МакКормік — диригування
- Вілбер Браун, Фред Картер, Джон Клодер, Елан ДеВілл, Кліффорд Соломон і Біллі Спрег — ріжки
- Ванетта Філдс, Джессіка Сміт, Карлена Вільямс — вокал
- Роберт Розелла — бас-гітара (треки 6, 7, 10)
- Базз Фейт — соло-гітара (3)
- Арт Фокс — акустична гітара (5)
- Харві «The Snake» Мендел — електрогітара (5)
- Джо Деагуро — вокал, вібрафон (8)